# Borčani
Borčani är en ort i Bosnien och Hercegovina.   Den ligger i entiteten Federationen Bosnien och Hercegovina, i den sydvästra delen av landet, 90 km väster om huvudstaden Sarajevo. Borčani ligger 885 meter över havet och antalet invånare är 831.
Terrängen runt Borčani är huvudsakligen kuperad, men åt nordväst är den platt. Närmaste större samhälle är Tomislavgrad, 10,8 km nordväst om Borčani. 
Omgivningarna runt Borčani är en mosaik av jordbruksmark och naturlig växtlighet. Runt Borčani är det ganska tätbefolkat, med 93 invånare per kvadratkilometer.